# Biju
Biju, właśc. André Luiz de Souza Silva (ur. 17 września 1974) – brazylijski piłkarz występujący na pozycji pomocnika.

## Kariera klubowa
Od 1996 do 2009 roku występował w klubach Goytacaz FC, Americano FC, União São João EC, Consadole Sapporo, Kyoto Purple Sanga, Sagan Tosu, Ventforet Kōfu, Mito HollyHock i Zweigen Kanazawa.
| Statystyki klubowe | Statystyki klubowe | Statystyki klubowe | Liga  | Liga | Puchar         | Puchar         | Puchar Ligi      | Puchar Ligi      | Total | Total |
| Sezon              | Klub               | Liga               | Mecze | Gole | Mecze          | Gole           | Mecze            | Gole             | Mecze | Gole  |
| Japonia            | Japonia            | Japonia            | Liga  | Liga | Puchar Cesarza | Puchar Cesarza | Puchar J1 League | Puchar J1 League | Razem | Razem |
| ------------------ | ------------------ | ------------------ | ----- | ---- | -------------- | -------------- | ---------------- | ---------------- | ----- | ----- |
| 1999               | Consadole Sapporo  | J2 League          | 19    | 2    | 3              | 1              | 0                | 0                | 22    | 3     |
| 2000               | Consadole Sapporo  | J2 League          | 33    | 6    | 4              | 1              | 1                | 0                | 38    | 7     |
| 2001               | Consadole Sapporo  | J1 League          | 24    | 1    | 1              | 0              | 2                | 0                | 27    | 1     |
| 2002               | Consadole Sapporo  | J1 League          | 26    | 1    | 1              | 0              | 0                | 0                | 27    | 1     |
| 2003               | Kyoto Purple Sanga | J1 League          | 13    | 1    | 1              | 0              | 0                | 0                | 14    | 1     |
| 2004               | Kyoto Purple Sanga | J2 League          | 14    | 1    | 0              | 0              | -                | -                | 14    | 1     |
| 2005               | Sagan Tosu         | J2 League          | 22    | 2    | 1              | 0              | -                | -                | 23    | 2     |
| 2006               | Ventforet Kōfu     | J1 League          | 26    | 1    | 1              | 1              | 4                | 0                | 31    | 2     |
| 2007               | Mito HollyHock     | J2 League          | 22    | 0    | 2              | 0              | -                | -                | 24    | 0     |
| 2008               | Mito HollyHock     | J2 League          | 22    | 0    | 1              | 0              | -                | -                | 23    | 0     |
| 2009               | Zweigen Kanazawa   | Liga regionalna    | 13    | 1    | 2              | 0              | -                | -                | 15    | 1     |
| Total              | Total              | Total              | 234   | 16   | 17             | 3              | 7                | 0                | 258   | 19    |